# Phlebosotera setipalpis
Phlebosotera setipalpis is een vliegensoort uit de familie van de Asteiidae. De wetenschappelijke naam van de soort is voor het eerst geldig gepubliceerd in 1943 door Sabrosky.